# Soridium spruceanum
Soridium spruceanum Miers – gatunek wieloletnich, myko-heterotroficznych roślin bezzieleniowych z monotypowego rodzaju Soridium, z rodziny tryurydowatych, występujący w Belize, Gwatemali, obu Gujanach i Brazylii.
Holotypem gatunku jest okaz zielnikowy, zebrany przez angielskiego botanika Richarda Spruce'a w sierpniu 1841 roku w Caripi, w brazylijskim stanie Pará. Jest on przechowywany w zbiorach Muzeum Historii Naturalnej w Londynie. Istnieje 8 izotypów.

## Morfologia
PokrójNiewielkie rośliny bezzieleniowe.
ŁodygaKrótkie podziemne kłącze. Pęd naziemny nierozgałęziony lub rozgałęziony u nasady, z kilkoma zredukowanymi, łuskowatymi liśćmi.
KwiatyRośliny jednopienne. Kwiaty zebrane w grono. Okwiat pojedynczy, 4-listkowy. Listki równej wielkości, po wewnętrznej stronie brodawkowate, pozbawione kończyka. Kwiaty męskie z 2 siedzącymi, dwusporangiowymi główkami pręcika. Kwiaty żeńskie z licznymi, brodawkowatymi owocolistkami.
OwoceNiełupki.